# Peter Egge

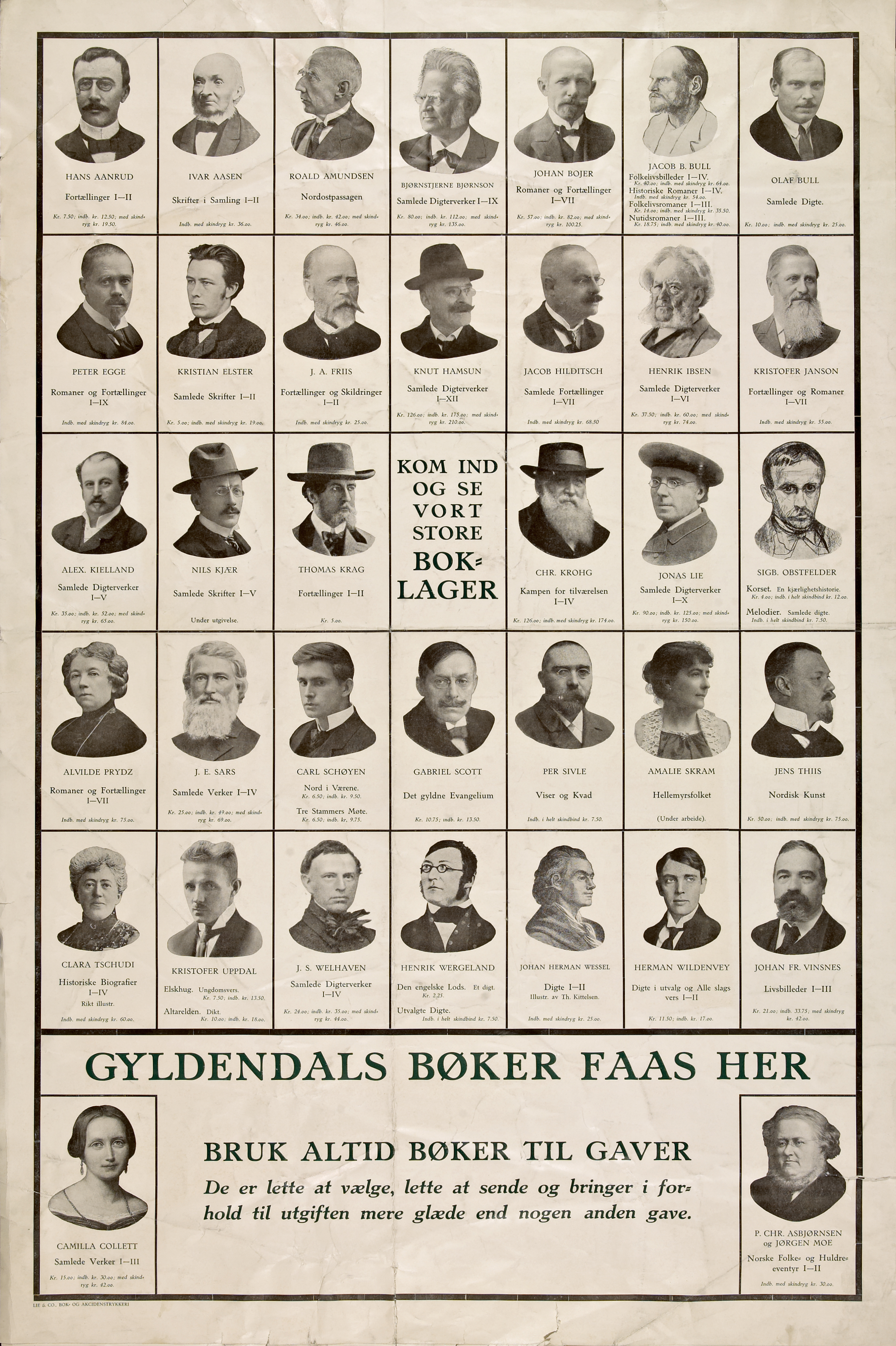
Foto de Peter Egge (en la parte superior izquierda de la segunda fila)

Peter Egge (Trondheim, 1 de abril de 1869 - Oslo, 15 de julio de 1959) fue un escritor noruego. Fue el autor de novelas de carácter psicológico realista, teatro y memorias.